# 塞吉歐·迪齊歐
塞吉歐·迪齊歐（Sergio Di Zio，1972年9月20日—）是加拿大的一位演員，出生在多倫多。他在電視劇閃點行動中飾演Michelangelo "Spike" Scarlatti角色。